# Café de Agaete
El café de Agaete es el café producido en el Valle de Agaete, en la isla de Gran Canaria, España de la variedad Typica. Con una producción aproximada de 1.500 kg anuales, es el único cafetal del país y de Europa (junto con São Jorge, en Azores). El café de Agaete es aromático y de sabor complejo, poco ácido, un regusto amargo muy particular y matices que recuerdan a chocolate y regaliz. Al ser un café natural (no lavado), tiene un sabor más dulce con más cuerpo.
Existen en Agaete alrededor de 30 pequeños y medianos productores de café, que es el medio de vida de cerca de 50 familias.

## Historia
Se cree que el café llegó a Canarias tras la Real Orden de 1788 de Carlos III que encomendaba al marqués Alonso de Nava y Grimón localizar suelos donde plantar semillas procedentes de América y Asia. Así nace el Jardín de Aclimatación de La Orotava, donde se plantan los primeros granos traídos por el navío San Bernardo. Posteriormente se practicó la caficultura en tierras orotavenses, en La Palma y en Tirajana. Es mencionado por José de Viera y Clavijo en el Diccionario de Historia Natural de las Canarias o Índice alfabético de los tres reinos, animal, vegetal y mineral con las correspondencias latinas, de 1799: «es original de la Arabia, traída por los holandeses a Europa. En Tenerife han prosperado, de algunos años a esta parte, muchos pies, no dejando duda de que el clima les es favorable». Existen varias referencias al café canario entre 1845 y 1953 en las cuales se puede deducir cómo el cultivo de esta planta pasa de fase experimental a su total consolidación.

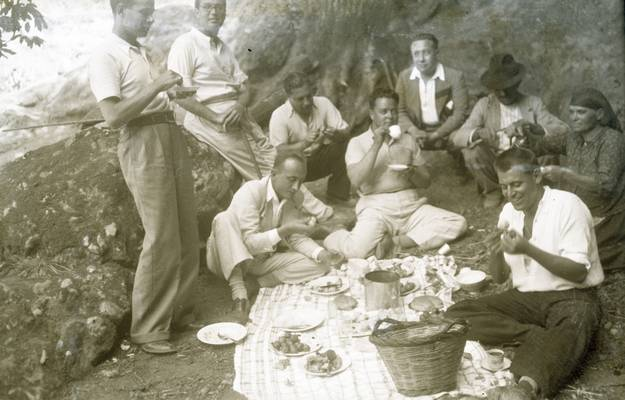
«Almuerzo en el campo: papas arrugadas y café de Agaete», alrededor de 1935. Fotografía del etnólogo canario Ricardo Pavón.

El café arraigó en Agaete en el siglo xix, pues las primeras referencias escritas que constatan la existencia de cafetales en la localidad son el libro Tenerife and Its Six Satellites (1885) de Olivia M. Stone, y el libro Cinq années de séjour aux îles Canaries (1891) del Dr. René Verneau. El café de Agaete fue presentado en la Exposición Universal de París de 1889 por José de Armas, ganando una medalla de bronce. Sin embargo, su cultivo se perdió progresivamente en favor de otros más rentables, como el del tomate o el renombrado plátano de Canarias. Hacia 1940 la caficultura desapareció en toda la isla excepto en el Valle de Agaete, mantenido por agricultores como la familia Armas o Lugo.
No fue hasta el siglo xxi, concretamente el año 2002, cuando el pueblo fue visitado por el experto cafetero catalán Albert Solà i Trill, quien convenció a los agricultores del pueblo del potencial del café canario. A su vuelta a Barcelona elaboró un informe en el que desarrollaba una propuesta para desarrollar la caficultura agaetera, que desembocó en el «Programa de valorización del café de Agaete», apoyado por el Ayuntamiendo y el Cabildo de Gran Canaria. Gracias a la formación recibida de productores latinoamericanos, el rendimiento de las plantas de café aumentaron de un 20% a un 80%. Solà, fallecido en 2005, escribió un capítulo dedicado al café de Agaete en su libro La ruta del café.

## Cultivo
El café se cultiva en la franja tropical del planeta, el denominado «Cinturón del Café» (entre las latitudes 23º N y 25º S). A pesar de que las islas Canarias se encuentran ligeramente por encima del Cinturón (aproximadamente 28º N), Agaete presenta un clima óptimo para la caficultura, con temperaturas entre los 23º y los 17º C. Además de la fertilidad volcánica del suelo, pero con el inconveniente de una constnate escasez de agua. Debido a la falta de agua, la cosecha y descascarillado de los granos se realiza «en seco», nunca el procedimiento húmedo.
Mientras que en otros países los cafetales se dan entre los 800–1300 metros, en Agaete el café se cultiva a 150–400 m s. n. m. El café de Agaete se cultiva a la sombra de bananeras, naranjos, papayos y otros árboles frutales.

## Turismo
El café de Agaete se puede encontrar a la venta en el propio valle, donde diversas haciendas cafeteras ofertan visitas y degustación del mismo. El café de Agaete se puede degustar en:
- Finca La Laja
- Finca Los castaños
- Café Platinium